# Saint-Maurice-en-Quercy
Saint-Maurice-en-Quercy település Franciaországban, Lot megyében. Lakosainak száma 205 fő (2022. január 1.). Saint-Maurice-en-Quercy Espeyroux, Labathude, Lacapelle-Marival és Terrou községekkel határos.

## Népesség
A település népessége az elmúlt években az alábbi módon változott:
| Lakosok száma | 294  | 275  | 248  | 219  | 231  | 225  | 218  | 210  | 206  | 205  |
|               | 1968 | 1982 | 1990 | 2006 | 2013 | 2015 | 2017 | 2019 | 2020 | 2022 |